# Changan CS95
Der Changan CS95 ist ein Sport Utility Vehicle des chinesischen Automobilherstellers Chongqing Changan Automobile Company der Marke Changan.

## Geschichte
Das Fahrzeug debütierte als seriennahes Konzeptfahrzeug auf der Beijing Auto Show im April 2016. Das Serienfahrzeug wurde im März 2017 auf dem chinesischen Markt eingeführt. Es hat serienmäßig fünf Sitzplätze, optional ist er als Siebensitzer erhältlich. Bis auf den Namen hat das Fahrzeug nichts gemeinsam mit dem gleichnamigen Konzeptfahrzeug Changan CS95 Concept, das auf der Shanghai Auto Show im April 2013 vorgestellt wurde. Im April 2019 und im Februar 2023 wurde je eine überarbeitete Version des SUV vorgestellt. Seit April 2023 wird es auch in Russland vermarktet.
Als Konkurrenzmodelle des CS95 gelten unter anderem der GAC Trumpchi GS 8 und der Haval H8.

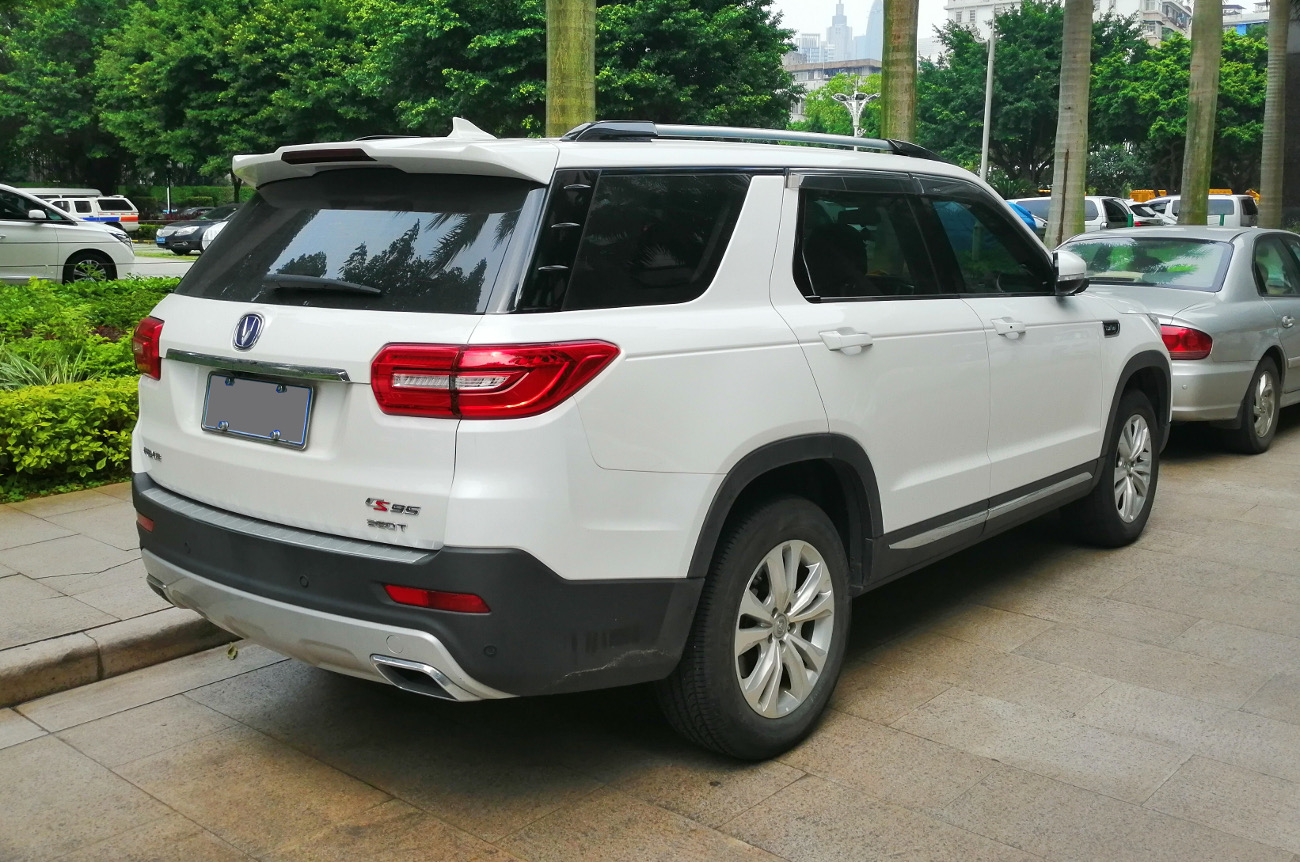
Heckansicht
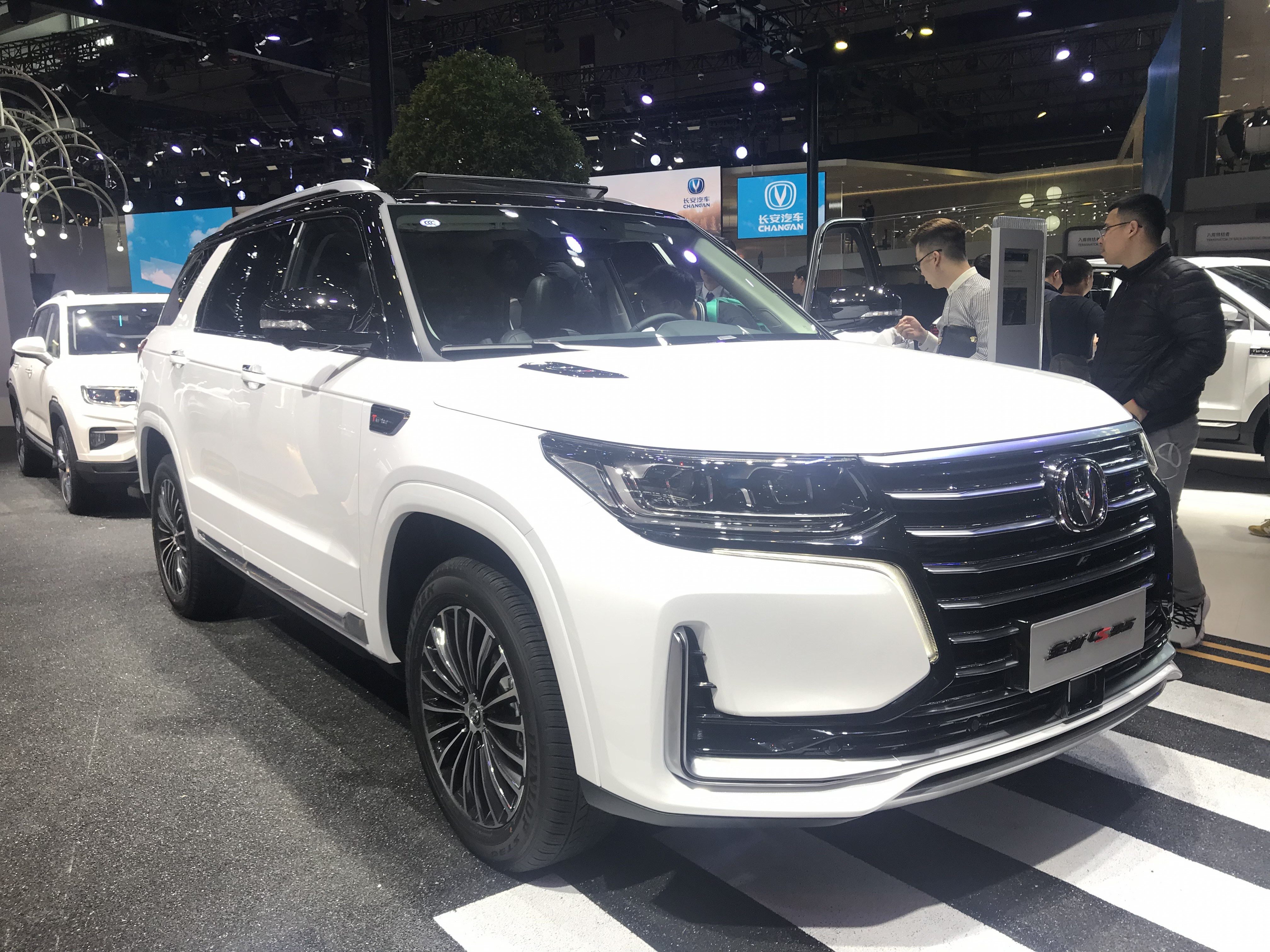
Changan CS95 (2019–2023)
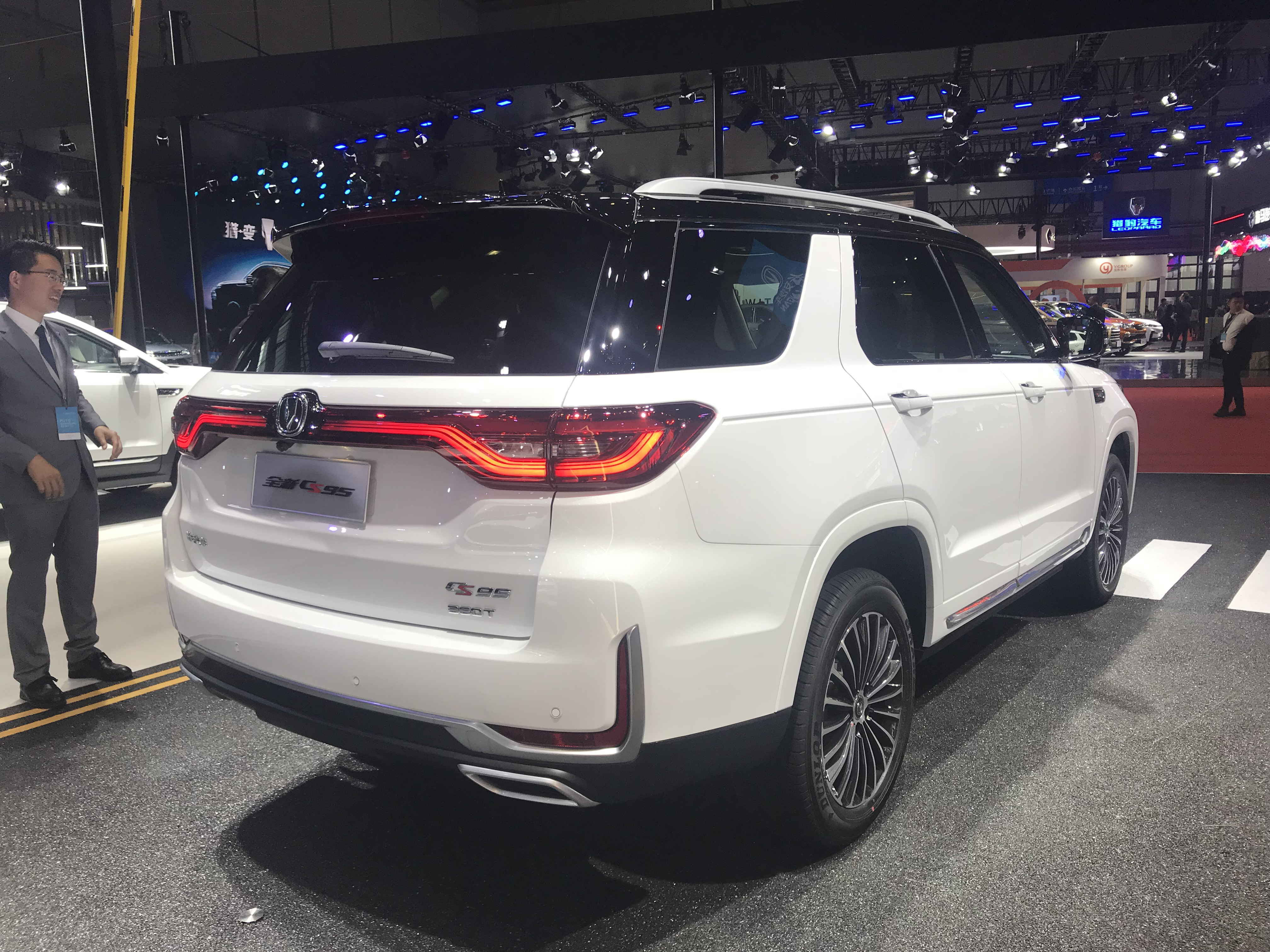
Heckansicht
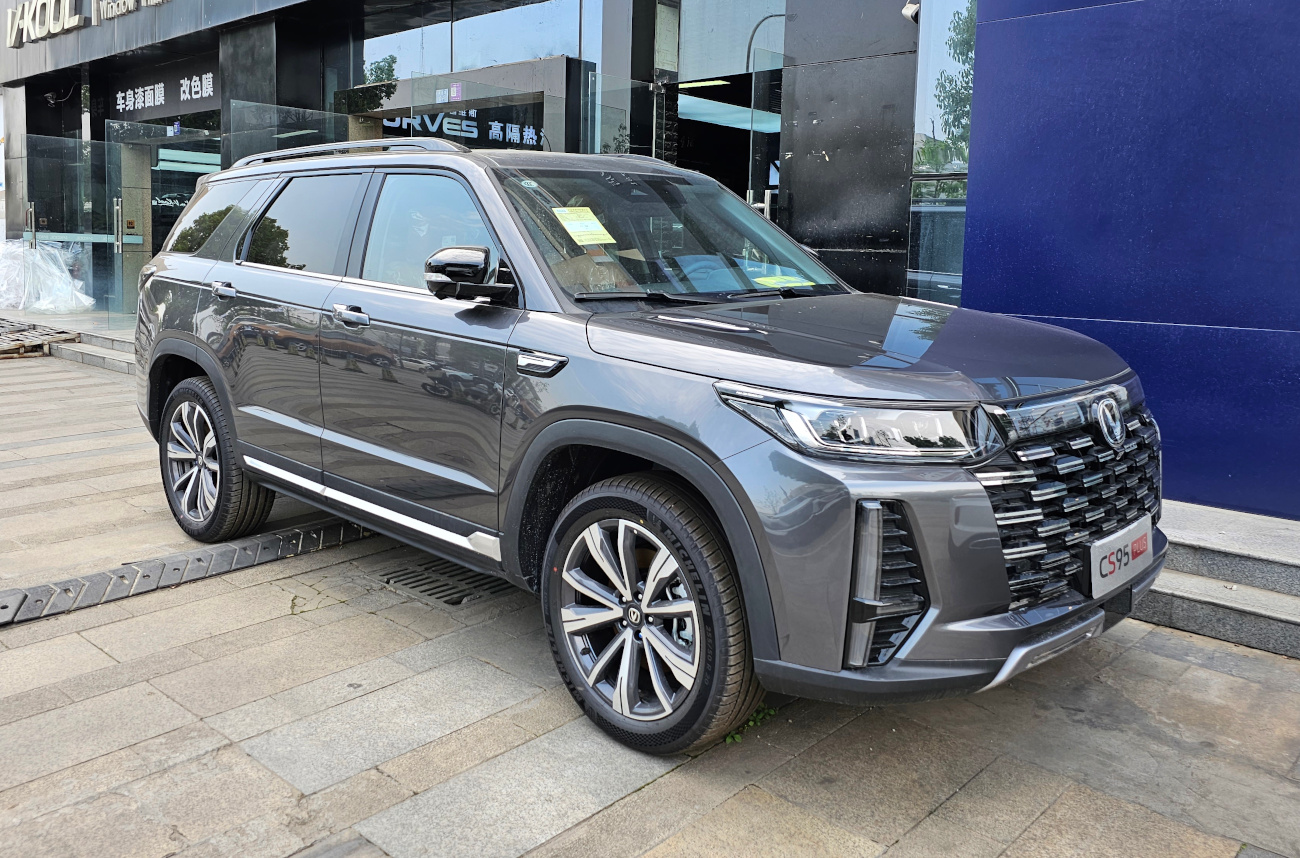
Changan CS95 (seit 2023)
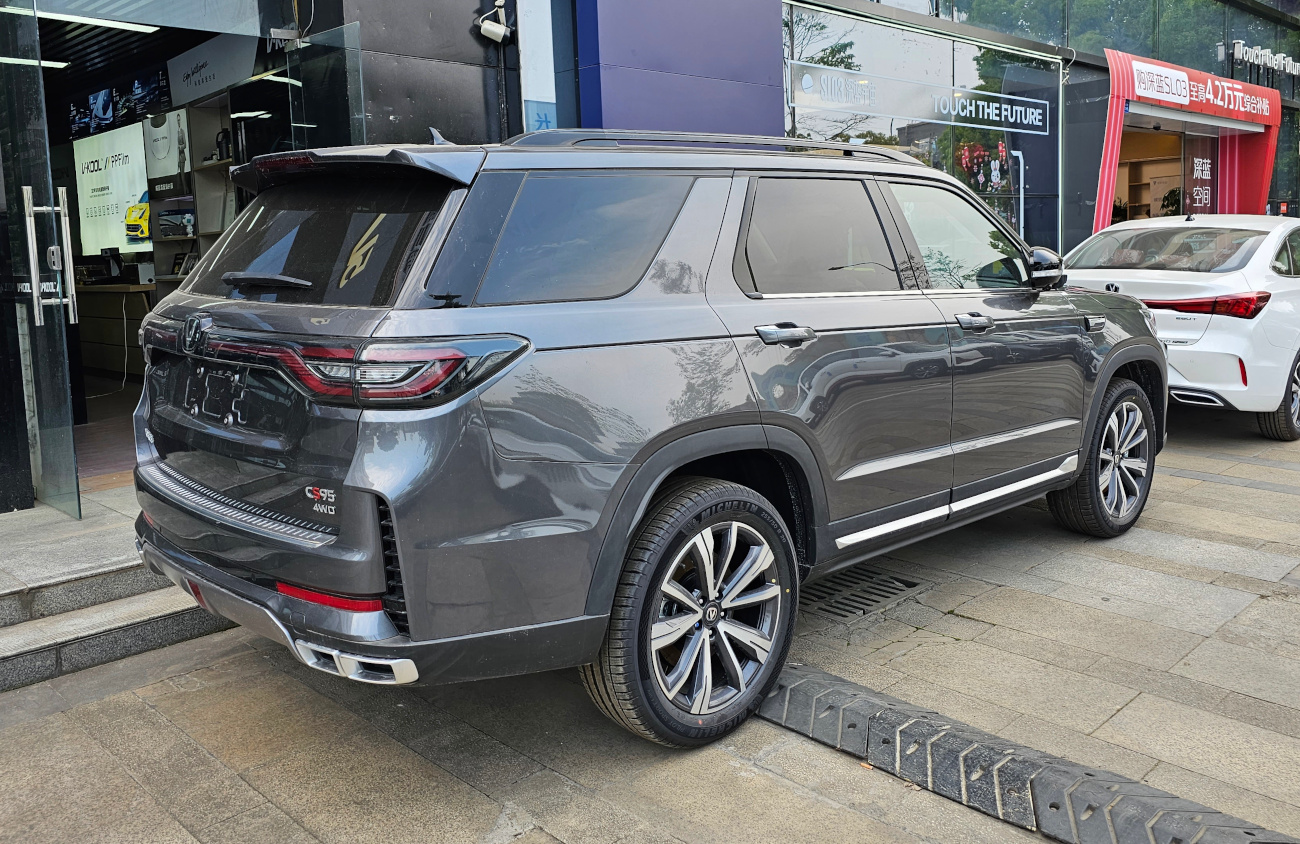
Heckansicht

## Technische Daten
Das Fahrzeug wird von einem aufgeladenen Zweiliter-Ottomotor mit 171 kW (232 PS) angetrieben. Dieser Antrieb kommt auch im Changan CS85 zum Einsatz. In Russland ist er etwas schwächer.
|                                            | 2.0T                       | 2.0T                       | 2.0T                       | 2.0T                       |
| ------------------------------------------ | -------------------------- | -------------------------- | -------------------------- | -------------------------- |
| Markt                                      | Russland                   | Russland                   | China                      | China                      |
| Bauzeitraum                                | 04/2023–10/2023            | seit 10/2023               | 03/2017–04/2019            | 04/2019–11/2024            |
| Motorkenndaten                             |                            |                            |                            |                            |
| Motortyp                                   | R4-Ottomotor               | R4-Ottomotor               | R4-Ottomotor               | R4-Ottomotor               |
| Motoraufladung                             | Turbolader                 | Turbolader                 | Turbolader                 | Turbolader                 |
| Hubraum                                    | 1998 cm³                   | 1998 cm³                   | 1998 cm³                   | 1998 cm³                   |
| max. Leistung bei min−1                    | 162 kW (220 PS) / 5500     | 166 kW (226 PS) / 5500     | 171 kW (232 PS) / 5500     | 171 kW (232 PS) / 5500     |
| max. Drehmoment bei min−1                  | 360 Nm / 1750–3500         | 380 Nm / 1900–3300         | 360 Nm / 1750–3500         | 360 Nm / 1750–3500         |
| Kraftübertragung                           |                            |                            |                            |                            |
| Antrieb, serienmäßig                       | Allradantrieb              | Allradantrieb              | Vorderradantrieb           | Vorderradantrieb           |
| Antrieb, optional                          | —                          | —                          | (Allradantrieb)            | (Allradantrieb)            |
| Getriebe, serienmäßig                      | 6-Stufen-Automatikgetriebe | 8-Stufen-Automatikgetriebe | 6-Stufen-Automatikgetriebe | 6-Stufen-Automatikgetriebe |
| Messwerte                                  |                            |                            |                            |                            |
| Höchstgeschwindigkeit                      | (190 km/h)                 | (190 km/h)                 | k. A.                      | 190 km/h (190 km/h)        |
| Beschleunigung, 0–100 km/h                 | k. A.                      | k. A.                      | k. A.                      | 10,5 s (11,0 s)            |
| Leergewicht                                | k. A.                      | (2117 kg)                  | 2002 kg (2120 kg)          | 2007 kg (2117 kg)          |
| Kraftstoffverbrauch auf 100 km, kombiniert | k. A.                      | k. A.                      | 6,6 l Super (7,0 l Super)  | 8,9 l Super (9,4 l Super)  |
| Tankinhalt                                 | 74 l                       | 74 l                       | 64 l                       | 74 l                       |

- Werte in ( ) gelten für Fahrzeuge mit Allradantrieb